# 钱念孙
钱念孙（1953年5月—），男，安徽含山人，中华人民共和国文艺评论家、政治人物，中国民主同盟成员，第十二届全国人民代表大会安徽地区代表。

## 生平
1979年毕业于安徽师范大学中文系。历任安徽省社科院文艺理论研究室主任、文学所副所长、所长，民盟安徽省委副主委、安徽省文联副主席、安徽省文艺评论家协会主席。1997年加入中国作家协会。1992年被国家人事部授予“中青年有突出贡献专家”称号，同年获国务院政府特殊津贴，2010年受聘为安徽省政府参事。
2008年起担任全国人大代表。2013年，担任全国人大代表。